# はすみ奈緒
はすみ 奈緒（はすみ なお、1974年11月5日 - ）は、宮城県を中心に活動するローカルタレント。本名、小林 奈緒（こばやし なお）。一時期、旧姓の羽角 奈緒（はすみ なお）で活動していた。2013年7月13日結婚。
宮城県出身。血液型はAB型。MOCファッションモデルエージェンシー所属。

## 経歴
- 1989年 - ホリプロTHEオーディション出場。
- 1991年 - 第5回全日本国民的美少女コンテスト出場。
- 1993年 - 短大在学中からMOCファッションモデルエージェンシーに所属。

## 現在の担当番組
- ミヤギテレビ『OH!バンデス』レギュラー、バンデス記者。

## 過去の担当番組
- ミヤギテレビ『あッ!晴れテレビ』
- 東日本放送『うじきつよしのワンダーボケット』
- Date fm『MOVE ON DATE×××』
- TBCラジオ『Sunday Music☆Twinkle』アシスタント